# Cryptogyps lacertosus
Cryptogyps lacertosus — викопний вид хижих птахів родини яструбових (Accipitridae), що існував в Австралії у плейстоцені.

## Історія відкриття
Вид описаний у 1905 році під назвою Taphaetus lacertosus з нижньої частини плечової кістки середнього або пізнього плейстоцену, знайденої поблизу заповідника Каламуріни в Південній Австралії. Він вважався орлом, близьким до сучасного Aquila audax. Згодом скам'янілості невизначеного плейстоценового віку були виявлені в печерах Веллінгтон (Новий Південний Уельс) і на рівнині Налларбор (Західна Австралія), що вказує на те, що він мав широке поширення по всьому австралійському континенту. Ймовірно, він шукав їжу на луках і відкритих лісах.
У 2022 році вид був повторно ідентифікований як гриф, єдиний відомий представник підродини на цьому континенті. Філогенетичний аналіз підтверджує, що це сестринський вид сучасного широко поширеного роду євразійських грифів Gyps.